# Simon Jones (cầu thủ bóng đá)
Simon Christopher Jones (sinh ngày 16 tháng 5 năm 1945) là một cầu thủ bóng đá người Anh, thi đấu ở vị trí thủ môn ở Football League cho Rochdale và Chester.